# Seil- und Feldbahn für das III. bayer. Armeekorps bei Heudicourt
| Teilstrecke der Feldbahn durch Heudicourt-sous-les-Côtes Hochziehen einer 10 t schweren Benzollokomotive über die 100 m lange und 8 m hohe Brücke in der Seilstrecke |                     |                                                       |                                                       |
| Streckenverlauf rot markiert auf Karte vom 20. Feb. 1928. Franz. Schützengräben in rot, deutsche in blau |                     |                                                       |                                                       |
| Spurweite: | 600 mm (Schmalspur) |                                                       |                                                       |
| |                     |                                                       |                                                       |
| Schienenseilbahn- (blau) und Feldbahnstrecken (rosa)\| \| \| Réseau de la Woëvre von Vaux-devant-Damloup \| \| \| \| Vigneulles-lès-Hattonchâtel \| \| \| \| Heudicourt-sous-les-Côtes \| \| \| \| Réseau de la Woëvre nach Commercy \| \| \| \| Talbahnhof Ludwigstal \| \| \| \| Cut-and-cover-Stollen der Schienenseilbahn \| \| \| \| Aufgeständerte Schienenseilbahn, 100 m lang, 8 m hoch \| \| \| \| Bergbahnhof Wilhelmshöhe \| \| \| \| Mit Benzollokomotiven betriebene Feldbahn \| \| \| \| Bahnhof Mauthäusl \| \| \| \| zur Front bei Senonville und Apremont-la-Forêt \| \| \| \| Station Wendelstein \| \| \| \| Seilbahn II (Schienenseilbahn) \| \| \| \| Talstation \| \| \| \| zur Front bei St. Mihiel \| |                     |                                                       |                                                       |
| Strecke von halbrechts (außer Betrieb) |                     | Réseau de la Woëvre von Vaux-devant-Damloup           | Réseau de la Woëvre von Vaux-devant-Damloup           |
| Kopfbahnhof Streckenanfang (Strecke außer Betrieb) · Bahnhof (Strecke außer Betrieb) |                     | Vigneulles-lès-Hattonchâtel                           | Vigneulles-lès-Hattonchâtel                           |
| Bahnhof (Strecke außer Betrieb) · Bahnhof (Strecke außer Betrieb) |                     | Heudicourt-sous-les-Côtes                             | Heudicourt-sous-les-Côtes                             |
| Strecke (außer Betrieb) · Strecke nach halblinks (außer Betrieb) |                     | Réseau de la Woëvre nach Commercy                     | Réseau de la Woëvre nach Commercy                     |
| Kopfbahnhof mit U-Bahn Streckenende und Streckenanfang (Strecke außer Betrieb) |                     | Talbahnhof Ludwigstal                                 | Talbahnhof Ludwigstal                                 |
| U-Bahn-Tunnel (Strecke außer Betrieb) |                     | Cut-and-cover-Stollen der Schienenseilbahn            | Cut-and-cover-Stollen der Schienenseilbahn            |
| U-Bahn-Brücke (Strecke außer Betrieb) |                     | Aufgeständerte Schienenseilbahn, 100 m lang, 8 m hoch | Aufgeständerte Schienenseilbahn, 100 m lang, 8 m hoch |
| U-Bahn-Kopfbahnhof mit Eisenbahn Streckenende und Streckenanfang (Strecke außer Betrieb) |                     | Bergbahnhof Wilhelmshöhe                              | Bergbahnhof Wilhelmshöhe                              |
| Strecke (außer Betrieb) |                     | Mit Benzollokomotiven betriebene Feldbahn             | Mit Benzollokomotiven betriebene Feldbahn             |
| Bahnhof (Strecke außer Betrieb) |                     | Bahnhof Mauthäusl                                     | Bahnhof Mauthäusl                                     |
| Abzweig geradeaus, nach links und nach rechts (Strecke außer Betrieb) |                     | zur Front bei Senonville und Apremont-la-Forêt        | zur Front bei Senonville und Apremont-la-Forêt        |
| Kopfbahnhof mit U-Bahn Streckenende und Streckenanfang (Strecke außer Betrieb) |                     | Station Wendelstein                                   | Station Wendelstein                                   |
| U-Bahn-Strecke (außer Betrieb) |                     | Seilbahn II (Schienenseilbahn)                        | Seilbahn II (Schienenseilbahn)                        |
| U-Bahn-Kopfbahnhof mit Eisenbahn Streckenende und Streckenanfang (Strecke außer Betrieb) |                     | Talstation                                            | Talstation                                            |
| Abzweig nach links und nach rechts (Strecke außer Betrieb) |                     | zur Front bei St. Mihiel                              | zur Front bei St. Mihiel                              |

Die Seil- und Feldbahn für das III. bayer. Armeekorps bei Heudicourt (später: Feldbahn Vigneulles – St. Mihiel) war eine im Winter 1915/1916 erbaute 600-mm-Schmalspurbahn bei Heudicourt-sous-les-Côtes im französischen Département Meuse in der Region Grand Est (bis 2015 Lothringen).

## Geschichte
Deutsche Truppen eroberten die Maashöhen (franz. Les Hauts de Meuse oder Les Côtes de Lorraine) während des Ersten Weltkriegs im September 1914. Im sich daran anschließenden vier Jahre dauernden Stellungskrieg verlegte die Bayerische Landwehr-Eisenbahn-Bau-Kompanie im Dezember 1915 und Januar 1916 die militärische Feldbahn für das III. Königlich Bayerische Armee-Korps und betrieb sie mit Dampf- und Benzollokomotiven sowie mit Brigadewagen.

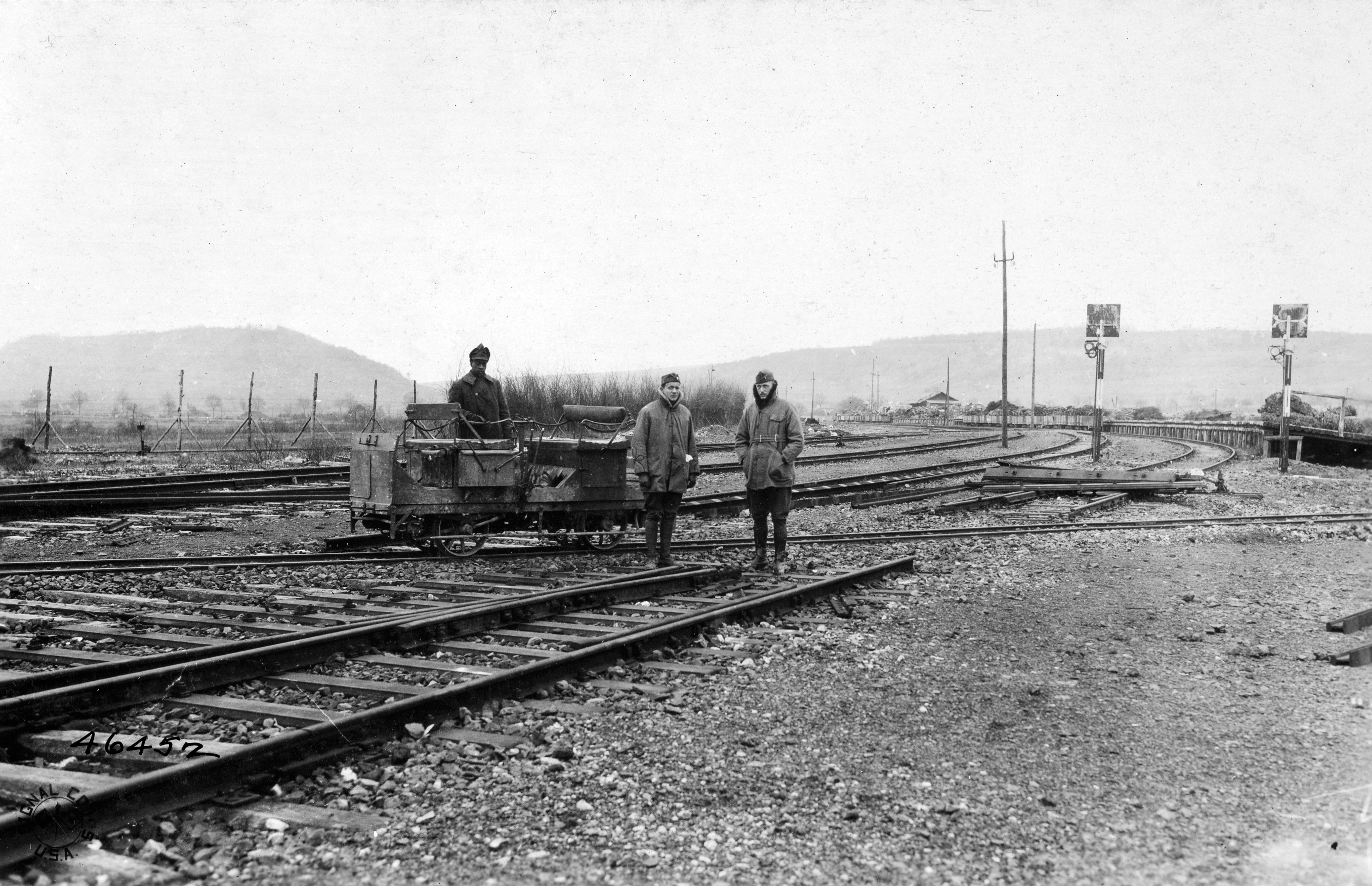
U.S.-Soldaten mit einer eroberten deutschen Draisine in Vigneulles-lès-Hattonchâtel, 23. Januar 1919

Bis August 1916 wurde sie zu einer Teilstrecke der Feldbahn Vigneulles – St. Mihiel ausgebaut. Der Betrieb endete mit der Schlacht von St. Mihiel, die vom 12. bis zum 15. September 1918 an dem von deutscher Seite gehaltenen strategisch bedeutsamen Frontvorsprung bei Saint-Mihiel stattfand.

## Streckenverlauf
Die Strecke führte von Heudicourt zu den Stellungen der 5. und 6. bayer. Infanteriedivision bzw. nach Saint-Mihiel. Am Bahnhof Mauthäusl verzweigte sich die Strecke zur Front bei Senonville und Apremont-la-Forêt. Als Verlängerung der Strecke führte die im Juni 1916 verlegte Seilbahn II bei der Station Wendelstein auf der anderen Seite der Anhöhe bergab. Die wichtigsten Bahnanlagen wurden 1915/1916 fotografisch dokumentiert:
| Foto                                                | Beschreibung |
| Vigneulles – Heudicourt – Ludwigstal – Wilhelmshöhe | Vigneulles – Heudicourt – Ludwigstal – Wilhelmshöhe |
| --------------------------------------------------- | --- |
|                                                     | Feldbahn-Bahnhof Vigneulles |
|                                                     | Feldbahn-Bahnhof Vigneulles |
|                                                     | Benzol-Feldbahnlokomotiven mit Geschützen am Bahnhof Heudicourt |
|                                                     | Talbahnhof Ludwigstal |
|                                                     | Maskierung des Feldbahnhofs Ludwigstal, Oktober 1916 |
|                                                     | Unterbauarbeiten im Talbahnhof und an der unteren Teilstrecke |
|                                                     | Blick auf den Talbahnhof von der Seilstrecke aus |
|                                                     | Ausblick aus dem Stollen auf den unteren Teil der Seilstrecke |
|                                                     | Einschalen des großen Einschnitts zur Sicherung gegen Erdrutsche |
|                                                     | Blick von unten auf den oberen Teil der Seilstrecke |
|                                                     | Das obere Ende der Seilstrecke |
|                                                     | Das Maschinenhaus |
|                                                     | Das Innere des Maschinenhauses mit der durch einen 120-pferdigen Drehstrommotor angetriebenen Förderwendel                                                                                  |
|                                                     | Bergbahnhof Wilhelmshöhe |
|                                                     | Rundblick vom Bergbahnhof, in der Mitte die Butte de Montsec, die zu Kriegszeiten bei den Franzosen die taktische Bezeichnung Côte 380 trug und bei den Deutschen schlicht der Montsec hieß |
| Mauthäusl – Wendelstein – Seilbahn II – St. Mihiel  | |
|                                                     | Bahnhof Mauthäusl gegen Fliegersicht nach oben maskiert |
|                                                     | Station Wendelstein mit schusssicherem Unterstand für die Seilwinde im Hintergrund |
|                                                     | Seilbahn II, Station Wendelstein von unten, Juni 1916 |